# John Jaakke
John (Johan Coenraad) Jaakke (Hilversum, 3 juli 1954) is een Nederlands jurist en sportbestuurder.
Jaakke klom via de mulo en de mavo op naar de havo om vervolgens naast zijn werk als taxichauffeur op een avondschool het vwo af te ronden. Uiteindelijk is hij rechten gaan studeren. Van 2003 tot 2008 was Jaakke voorzitter van AFC Ajax, hij was de opvolger van Michael van Praag. In het dagelijks leven was hij werkzaam als advocaat bij Van Doorne, en later consultant en partner bij Boer & Croon. 
Bij de aanstelling van Louis van Gaal als technisch directeur van Ajax leek het hem te lukken om zowel Johan Cruijff (als adviseur) als Louis van Gaal bij Ajax te betrekken. Medio 2004 vertrok Van Gaal echter voortijdig na onenigheid met trainer Ronald Koeman over de haalbaarheid van voorgenomen doelen. Later vertrok ook Koeman na de uitschakeling door AJ Auxerre. Onder Jaakke wint Ajax wel de Johan Cruijff Schaal.
In 2006 maakte Jaakke een roerige periode mee bij Ajax, waar hij het onderwerp was van de spreekkoren. Hij heeft zich hierdoor niet uit het veld laten slaan en is aan een nieuwe driejarige periode begonnen. Ook in 2007, toen Ajax zich wederom niet wist te kwalificeren voor de Champions League en al in de eerste ronde van het UEFA Cup-toernooi werd uitgeschakeld, werd Jaakke, samen met de toen vertrokken trainer Henk ten Cate, door veel supporters verantwoordelijk gehouden voor de slechte resultaten.
Onder leiding van Jaakke zijn inmiddels vele bestuurlijke posities veranderd. Na kritiek door een uitgebracht onderzoeksrapport (o.l.v. Uri Coronel) op 17 februari 2008, werd op 19 februari 2008 besloten dat John Jaakke en de rest van het bestuur hun functies aan het einde van het lopende seizoen zouden neerleggen. Hij werd opgevolgd door Uri Coronel.